# 片桐襟理香
片桐襟理香（日语：片桐えりりか，1991年5月3日—），日本模特兒、前AV女優。
AV女優出道前曾在Niconico直播當直播主。

## 簡歷
2011年2月與事務所簽訂合約，並以模特兒的身分登上同日發行的雜誌『星期五』。。4月從SOD在AV界出道。
2011年12月獲得SOD大賞2011的優秀女優賞。
2015年8月10日於Twitter上宣布以 月島菜菜子（月島ななこ）為藝名重新在11月出道。
2017年11月於AV女優引退。之後住在臺灣臺北市。

## 外部連結
- 片桐えりりか的X（前Twitter）
- 片桐襟理香 - ニコニコミュニティ ※ 需要登錄
- 月島ななこ - X CITY AV女優圖鑑